# راندل پالمر، نخستین ارل سلبورن
راندل پالمر، نخستین ارل سلبورن (انگلیسی: Roundell Palmer, 1st Earl of Selborne; ۲۷ نوامبر ۱۸۱۲ – ۴ مهٔ ۱۸۹۵) سیاست‌مدار اهل پادشاهی متحد بریتانیای کبیر و ایرلند بود.

## پیشینه و تحصیلات
پالمر در میکسبری در آکسفوردشایر به دنیا آمد، جایی که پدرش، ویلیام جوسلین پالمر، کشیش بود.پالمر به دانشگاه آکسفورد برای تحصیل رفت و پس از برنده شدن یک بورس تحصیلی در آنجا به کالج ترینیتی نقل مکان کرد.در سال ۱۸۳۴ مقطع کارشناسی و در ۱۸۳۶ کارشناسی ارشد را به پایان رسانید و 
وی همچنین برندهٔ جوایزی همچون همکار انجمن سلطنتی شده‌است.

## سیاست
از ۱۸۴۰ تا ۱۸۴۳ او به نوشتن مقاله در روزنامه تایمز مشغول و در سال ۱۸۴۷ نماینده مجلس عوام شد.او در سال ۱۸۵۷ کرسی خود را از دست داد.در سال ۱۸۶۳ او به سمت دادستان کل برگزیده شد و تا سال ۱۸۶۶ به کار خود ادامه داد.